# France au Concours Eurovision de la chanson 2017
La France est l'un des quarante-deux pays participants du Concours Eurovision de la chanson 2017, qui se déroule à Kiev en Ukraine. Le pays est représenté par Alma et sa chanson Requiem, sélectionnées en interne par le diffuseur France Télévisions. Le pays termine 12e avec 135 points lors de la finale.

## Sélection
Le diffuseur français France Télévisions confirme sa participation le 17 mai 2016. Le 9 février 2017, il annonce que la chanteuse Alma est sélectionnée comme représentante avec son titre Requiem.

## À l'Eurovision
En tant que membre du Big Five la France est qualifiée d'office pour la finale, le 13 mai 2017.

### Points attribués par la France

#### Deuxième demi-finale
| 12 points | Israël      |
| 10 points | Biélorussie |
| 8 points  | Macédoine   |
| 7 points  | Bulgarie    |
| 6 points  | Malte       |
| 5 points  | Pays-Bas    |
| 4 points  | Autriche    |
| 3 points  | Norvège     |
| 2 points  | Danemark    |
| 1 point   | Serbie      |

| 12 points | Roumanie    |
| 10 points | Israël      |
| 8 points  | Bulgarie    |
| 7 points  | Hongrie     |
| 6 points  | Estonie     |
| 5 points  | Serbie      |
| 4 points  | Suisse      |
| 3 points  | Biélorussie |
| 2 points  | Croatie     |
| 1 point   | Irlande     |

#### Finale
| 12 points | Portugal    |
| 10 points | Italie      |
| 8 points  | Suède       |
| 7 points  | Norvège     |
| 6 points  | Israël      |
| 5 points  | Bulgarie    |
| 4 points  | Pays-Bas    |
| 3 points  | Royaume-Uni |
| 2 points  | Australie   |
| 1 point   | Autriche    |

| 12 points | Portugal |
| 10 points | Roumanie |
| 8 points  | Belgique |
| 7 points  | Moldavie |
| 6 points  | Arménie  |
| 5 points  | Italie   |
| 4 points  | Bulgarie |
| 3 points  | Israël   |
| 2 points  | Hongrie  |
| 1 point   | Pologne  |

### Points attribués à la France
| 12 points | 10 points | 8 points | 7 points | 6 points      | 5 points                  | 4 points       | 3 points           | 2 points | 1 point         |
| --------- | --------- | -------- | -------- | ------------- | ------------------------- | -------------- | ------------------ | -------- | --------------- |
|           |           |          |          | Israël Italie | Albanie Macédoine Ukraine | Malte Portugal | Arménie Monténégro | Chypre   | Belgique Suisse |

| 12 points | 10 points | 8 points | 7 points | 6 points                   | 5 points             | 4 points                          | 3 points                                | 2 points                 | 1 point                                 |
| --------- | --------- | -------- | -------- | -------------------------- | -------------------- | --------------------------------- | --------------------------------------- | ------------------------ | --------------------------------------- |
| Bulgarie  |           | Arménie  |          | Macédoine Portugal Ukraine | Azerbaïdjan Moldavie | Biélorussie Grèce Israël Roumanie | Belgique Chypre Croatie Espagne Géorgie | Monténégro Serbie Suisse | Albanie Estonie Finlande Hongrie Italie |

Alma interprète Requiem en dernière position sur la scène, ce qui n'était pas arrivé à un artiste représentant la France depuis Ortal en 2005. Au terme du vote, Alma se classe 12e sur 26 avec 135 points.